# Кјуба Сити (Висконсин)
Кјуба Сити (енгл. Cuba City) град је у америчкој савезној држави Висконсин.

## Демографија
По попису из 2010. године број становника је 2.086, што је 70 (-3,2%) становника мање него 2000. године.
| Група             | 2000.         | 2010.         |
| Белци             | 2.144 (99,4%) | 2.059 (98,7%) |
| Афроамериканци    | 0 (0,0%)      | 5 (0,2%)      |
| Азијати           | 5 (0,2%)      | 2 (0,1%)      |
| Хиспаноамериканци | 2 (0,1%)      | 10 (0,5%)     |
| Укупно            | 2.156         | 2.086         |